# 吻 (畫)
《吻》（德語：Der Kuss）是奧地利象徵主義畫家古斯塔夫·克里姆特的代表畫作之一，是他在黃金時期所創作的作品，他在此時期常使用金箔來作畫。《吻》是一幅正方形的畫作，呈現出一對相擁在一起的戀人，他們的身體藉由長袍纏繞在一起。這種表現手法同時受到同時期的新藝術運動及藝術與工藝美術運動的影響。古斯塔夫·克里姆特在傳統的油畫上覆蓋金箔，讓畫作的現代感更加突出。《吻》目前收藏在維也納美景宮內的奧地利美景宮美術館，被廣泛的視為是20世紀早期的經典。《吻》是象徵主義的代表作品，也是古斯塔夫·克林姆最受歡迎的作品。

## 背景

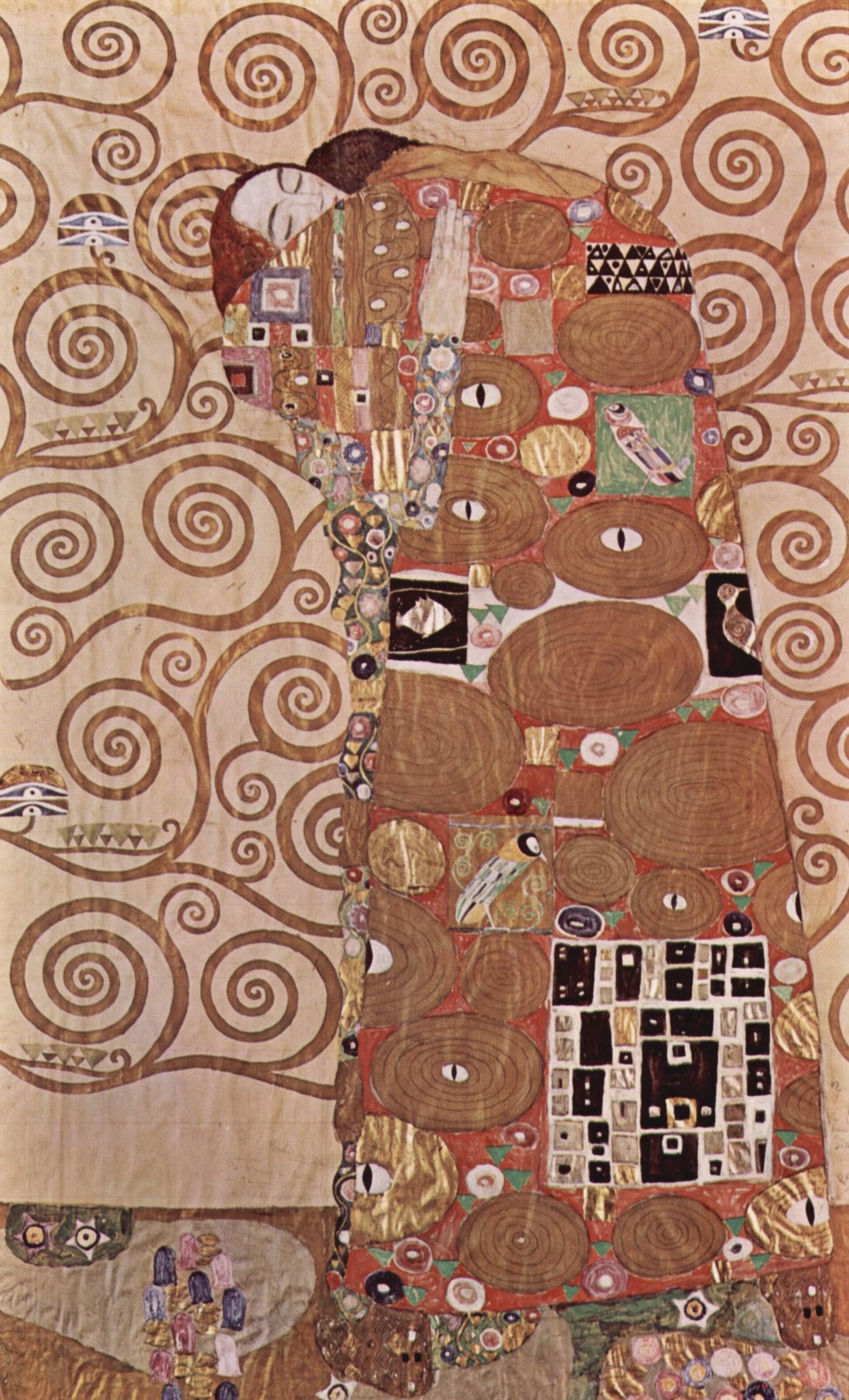
《Fulfilment》是克里姆特在1905年－1909年間完成的畫作

克里姆特在1907年完成《維也納大學天花板畫作系列》（Fakultätsbilder）後不久就開始創作《吻》。當他在進行《維也納大學天花板畫作系列》時曾經爆發醜聞，有人批評它是色情且墮落的証明。這個作品後來以反大眾化及反獨裁主義的觀點來重製。古斯塔夫·克里姆特則寫道「如果你無法以行動及藝術取悅每個人，那就取悅少數人」。相反的是，他在完成《吻》後受到許多讚美，而且立刻找到買主。
古斯塔夫·克里姆特創作這幅畫時為45歲，當時他仍然跟母親及兩個尚未結婚的姐妹居住在一起。克里姆特成名之後與一些女性有染，他至少有三個非婚生子女。《吻》象徵他具有的性魅力。這幅畫有名的原因是：畫中的柔弱女性被幾何圖形緊緊纏繞，身體上的顏色與細節這位柔弱女性與克里姆特傳統畫作中的蛇蠍美人形象相去甚遠，

## 畫作

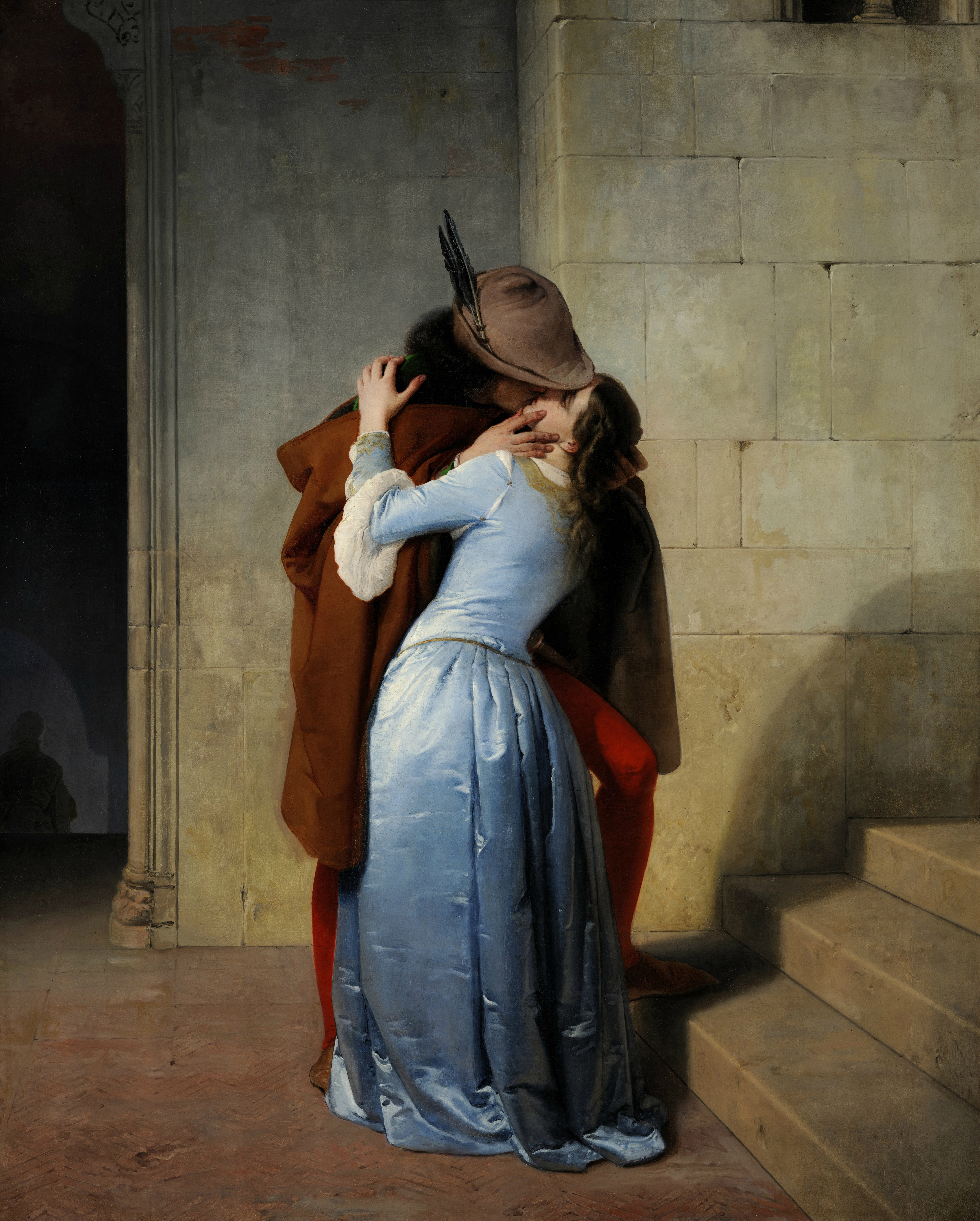
弗朗西斯科·哈耶兹1859年的作品《親吻》

古斯塔夫·克里姆特描繪一對相擁在一起的親密戀人，畫作的其他部分則是閃爍的光芒及過度平淡的圖案。這種圖案結構類似新藝術運動及藝術與工藝美術運動的作品。法國印象派畫家埃德加·德加及其他現代主義畫家也影響到古斯塔夫·克里姆特的作品。義大利畫家弗朗西斯科·哈耶兹在1859年的作品《親吻》（Il bacio）呈現出19世紀世界末（Fin de siècle）的視覺表現主義，因為它捕捉到富裕及視覺感官傳達出的墮落。克里姆特使用金箔讓人回憶起中古時代的黃金畫作、手抄本裝飾畫及鑲嵌畫。服裝上的螺旋圖案則類似青銅時代的藝術品，而裝飾性的藤蔓則可見於早期的西方畫作中。男性的頭部相當接近畫布的頂端邊緣，這種風格與傳統西方藝術相異，是受到日本主義美術的影響，因為兩者的構圖都非常單純。
這兩個人站在花草地貼片的邊緣。男子穿著長袍，上面不規則分佈著黑色及白色的長方形，並使用金箔來裝飾螺旋狀的姿態。男子戴著藤蔓組成的冠冕，女子則穿著緊身連身裙，上面點綴著花朵般的圓形或橢圓形的圖案，它與背景的波浪線互相平行。她的頭髮使用花朵來裝飾，並且是向上彎曲的時髦髮型。她的頭髮就像一個光環突顯出她的臉部，而她的下巴可以看到花朵組成的項鍊。古斯塔夫·克里姆特的其他也出現這種將人體並列的風格，例如《貝多芬橫飾帶》（Beethoven Frieze）與《斯托克雷特橫飾帶》（Stoclet Frieze）。
《吻》當中的人物被認為是古斯塔夫·克里姆特及艾蜜莉·芙洛格（Emilie Flöge），但是並沒有證據來證明，也沒有紀錄流傳下來。有些人認為相當類似《Woman with feather boa, Goldfish》及《達那厄》（Danaë）中的女主角，所以畫中的女子可能是「紅色希爾達」。
古斯塔夫·克里姆特在1903年前往義大利時獲得使用金箔的靈感。他在參觀拉文纳時，看見聖維塔教堂內的拜占廷鑲嵌畫。對他來說，這幅扁平的鑲嵌畫使用金箔來修正缺乏透視感及深度的內容。古斯塔夫·克里姆特於是開始使用金箔及銀箔來作畫。

## 外部連結
- Gustav Klimt 維也納奧地利美景宮美術館
- Das Frauenbild Gustav Klimts（页面存档备份，存于） 古斯塔夫·克林姆的作品介紹